# 正五位
正五位為日本官階與神階的一種，位於從四位之下、從五位之上，追贈時則稱為贈正五位。

## 解說
正五位在律令制度中屬於品秩的正中央，主要為京官，尤其是判官的官位。如太政官的左右中辨、八省的大輔、大膳大夫、近衛少將等。日文有將夜鷺稱為五位鳥的說法，就是來自平安時代將鷺封為正五位的故事。
武家崛起後，鎌倉時代授與北條氏一門；豐臣氏則授與旗下大名；江戶時代大名敘位集中於從四位下與從五位下之故，極少有獲得正五位者。明治維新有功者，尤以無家老職的中堅、下籍武士為中心，獲得正五位。
今天主要是作為授與逝世者的榮譽，以獲得大學、短期大學、高等專門學校榮譽教授一職者及擁有優異成績的民間企業經營者為主。

## 外部連結
- 位階令